# المؤسس عثمان (الموسم السادس)
المؤسس عثمان الموسم السادس (2025-2024) من المسلسل التركي المؤسس عثمان، بدأ بعرض الحلقة 165 والذي عُرض في 2 أكتوبر 2024،من تأليف وإنتاج محمد بوزداغ وإخراج أحمد يلماز، يعرض الموسم السادس كل يوم الأربعاء علي قناة أي تي في التركية.

## الإنتاج
تم إنتاج الموسم السادس من المسلسل التركي " المؤسس عثمان " (2024) بمهارة من قبل محمد بوزداغ والمخرج أحمد يلماز.

#### تفاصيل الإنتاج
تم إنجاز هذا الموسم الجديد بفضل فريق عمل ملتزم يتضمن:
- شركة الإنتاج: بوزداغ فيلم.
- تصميم المشروع: محمد بوزداغ.
- المنتج: محمد بوزداغ.
- المخرج: أحمد يلماز.
- كتاب السيناريو: محمد بوزداغ، عائشة موتلوجيل، فاطمة نور جولدالي، محمود بورا ارديم، محمد آري، أوزدن إينال، رابيا بالسي، أسلي زينب بيكر بوزداغ.

## الممثلون والشخصيات

بوراك أوزجيفيت بدور السيد عثمان
أزوجه تورير بدور بالا خاتون
يغيت أوشان بدور بوران ألب
فاروق اران بدور علاء الدين
ايجيم سنا باير بدور هولوفيرا
شاغري سينسوي بدور جيركوتاي ألب
ليا كيرشان بدور فاطمة خاتون

| ممثل              | شخصية                           |
| ----------------- | ------------------------------- |
| بوراك أوزجيفيت    | السيد عثمان (شخصية خيالية)      |
| أوزجه تورير       | السيدة بالا (شخصية خيالية)      |
| إمري باي          | اورهان (شخصية خيالية)           |
| علي سورمالي       | السيد قراصي                     |
| شاغري سينسوي      | السيد جيركوتاي (شخصية خيالية)   |
| يغيت أوشان        | السيد بوران (شخصية خيالية)      |
| فاروق اران        | السيد علاء الدين (شخصية خيالية) |
| أوزجور جفيك       | لوكاس                           |
| ألما ترزيك        | صوفيا                           |
| ألكان كيزيلماك    | ماغنوس                          |
| ليا كيرشان        | فاطمة خاتون (شخصية خيالية)      |
| ايجيم سنا باير    | هولوفيرا (شخصية خيالية)         |
| بيلغين شيمشيك     | السيدة غونجا (شخصية خيالية)     |
| أليف سافس         | السيدة غولجا                    |
| بوتشي بوسي كهرمان | بيجوم خاتون                     |
| فايزة إيشك        | هازال خاتون                     |
| بيجم شاغلا تاشكن  | السيدة أولجين (شخصية خيالية)    |
| أكين مرت دايماز   | إيلباي                          |
| علي أنسوز         | يوسف                            |
| ارديم شانلي       | ساروجا                          |
| تانر ارتوركلر     | السيد بايهان                    |
| كمال بصار         | الوزير عمر                      |
| فاتح أيهان        | باي سونغور ألب (شخصية خيالية)   |
| يلدريم جوجوك      | السيد غينجار                    |
| توربال توكاييف    | توراهان ألب (شخصية خيالية)      |
| مراد بونجاك       | أيكورت ألب (شخصية خيالية)       |
| علي عثمان اريكباش | غازي إبن جيركوتاي               |
| إيكين باسفانوغلو  | عائشة                           |
| سونات دورسون      | السيد سانجار                    |
| أركان بيلبن       | كانيوماز                        |
| أيبوكي انيستي     | قسمت                            |
| فاتوش كاسال       | سيسيليا                         |
| اسيا اجا          | حليمة - بويينا                  |
| مراد غوجميز       | القائد التوغا                   |
| ديفريم سالتوغلو   | القائد أولوغان                  |
| آيتشا إنجي        | إيسان بيكه                      |
| علي اونير         | السيد سارغون                    |
| مجاهد تميزيل      | القائد هريستو                   |
| إيج أكجوزلو       | القائد تويغار                   |
| سنان توزجو        | السفير كوتشار                   |
| تايانش أيايدين    | القائد كلاديوس                  |
| شاهين جليك        | السيد كوجا                      |
| أونور أيتشيليك    | السيد حسن                       |
| جنكيز جوشقون      | تورغوت ألب (شخصية خيالية)       |
| مصطفى كيرانتيبي   | السيد يغيت                      |
| افيكان كان        | أوغوز ألب                       |

### تركية
1. ↑  "Kuruluş Osman 6. sezon ne zaman? Kuruluş Osman bu akşam var mı, yok mu? İşte yeni sezon oyuncuları ve yayın tarihiİşte, Kuruluş Osman yeni sezon oyuncuları..." www.hurriyet.com.tr (بالتركية). 2 Oct 2024. Archived from the original on 2024-12-16. Retrieved 2024-10-13.

## روابط خارجية
- المؤسس عثمان - الموسم السادس علي IMDb| - ع - ن - ت المؤسس عثمان                  | - ع - ن - ت المؤسس عثمان                                                                                                                                                                                                                                       | - ع - ن - ت المؤسس عثمان |
| ----------------------------------------- | --- | ------------------------ |
| الشخصيات                                  | - السيد عثمان - بالا خاتون - بوران ألب - مالهون خاتون - السيد أرطغرل - بامسي بيريك - سالجان خاتون - عبدالرحمن ألب - تورغوت ألب |                          |
| الممثلون                                  | - براق أوزجوید - أوزجه تورير - يلدز جاغري عتيقسوي - يغيت أوشان - براق تشيليك - راغب ساواش - كانبولات جوركيم أرسلان - نور الدين سونمز - ديدام بالشين - إيمره باسالاك - أركان أفجي - تامر إيجيت - جلال آل - جنكيز جوشقون - روزغار أكسوي [لغات أخرى]‏ - جنيد أركين |                          |
| المواسم                                   | - 1 - 2 - 3 - 4 - 5 - 6 |                          |
| طاقم الإخراج والإنتاج                     | - محمد بوزداغ - متين جوناي - أحمد يلماز |                          |
| المقالات ذات الصلة                        | - حلقات - "السلطان الغازي يغادر" - جوائز وترشيحات - شخصيات - قيامة أرطغرل - شخصيات - جوائز وترشيحات - حلقات - موسيقي |                          |
| - تصنيف - ويكيميديا كومنز - ويكي الإقتباس | |                          |